# Halina Packiewicz-Gołębiowska
Halina Packiewicz-Gołębiowska, (ur. w 1904 r., zm. 13 stycznia 1977 w Warszawie) – polska dziennikarka, tłumacz dzieł naukowych.

## Życiorys
Przed wojną kierownik działu kultury Polskiej Agencji Telegraficznej oraz redaktor do spraw kultury Polskiego Radia. W czasie II wojny światowej była oficerem AK, więźniarką obozów wojskowych (oflagów) dla kobiet. Po 1945 roku pracowała jako korespondent–tłumacz w przedsiębiorstwie Metalexport.